# Список умерших в 779 году

## Февраль
- 25 февраля — Вальбурга, английская бенедиктинка и настоятельница монастыря в Хайденхайме, святая.

## Май
- 23 мая — Дай-цзун (52), китайский император (763—779).

## Декабрь
- 17 декабря — Стурмий, монах-бенедиктинец, основатель Фульдского аббатства, святой.

## Дата смерти неизвестна или требует уточнения
- Мэн Гэлофэн, царь Наньчжао (748—779).
- Флатри мак Домнайлл, король Коннахта (773—777).